# Hemieuxoa ficta
Hemieuxoa ficta är en fjärilsart som beskrevs av Márton Hreblay och Plante. Hemieuxoa ficta ingår i släktet Hemieuxoa och familjen nattflyn. Inga underarter finns listade i Catalogue of Life.